# 多夫吉尼奇
51°18′9″N 28°40′4″E / 51.30250°N 28.66778°E
多夫吉尼奇（烏克蘭語：Довгиничі），是烏克蘭北部的村莊，隸屬日托米爾州的科羅斯滕區。該村面積0.33平方公里，海拔高度188米，2001年人口81，人口密度每平方公里242.51人。

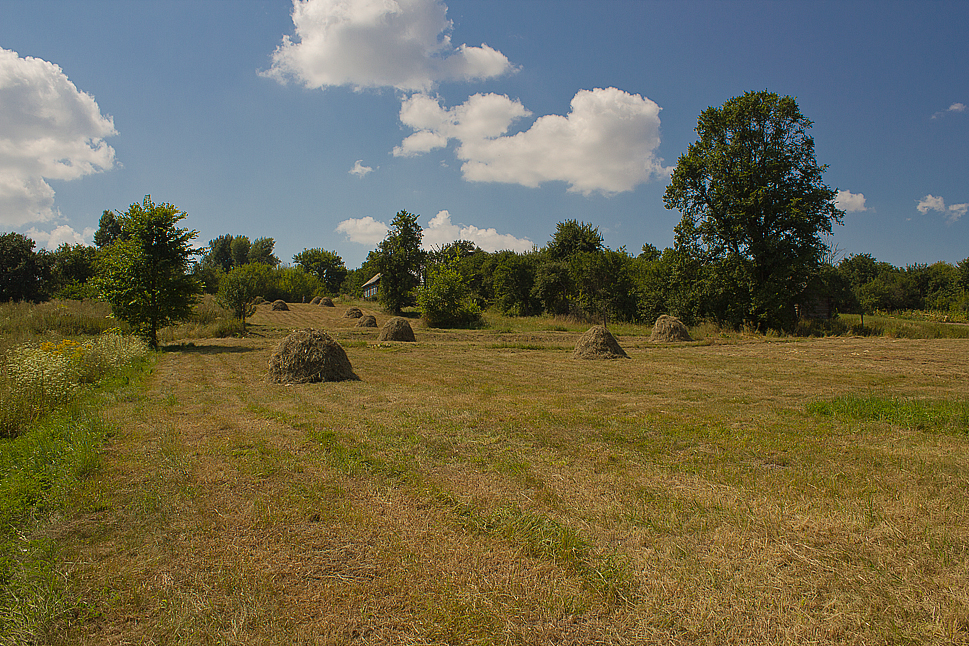

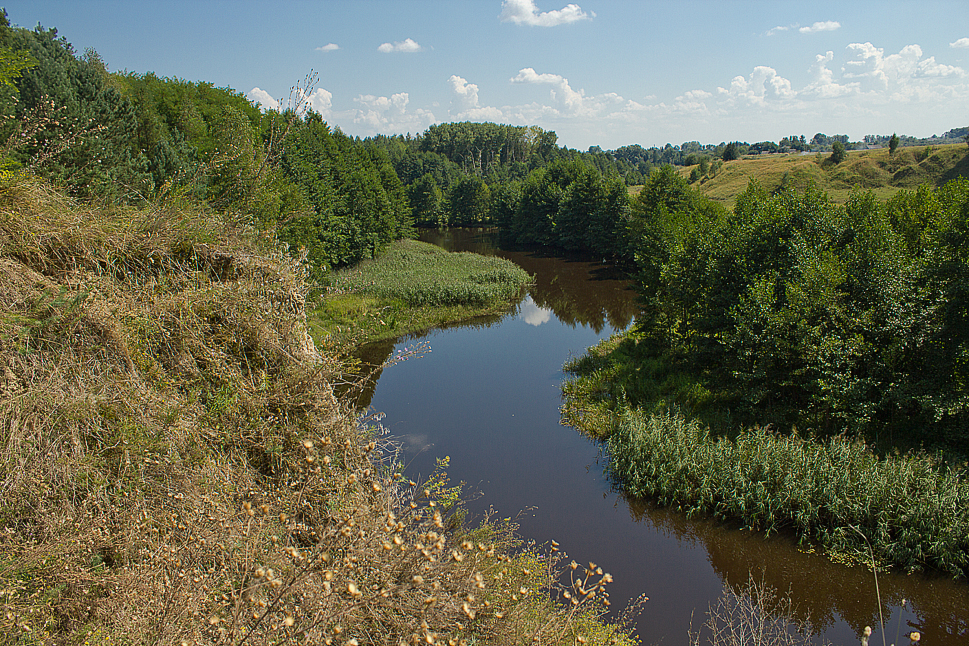

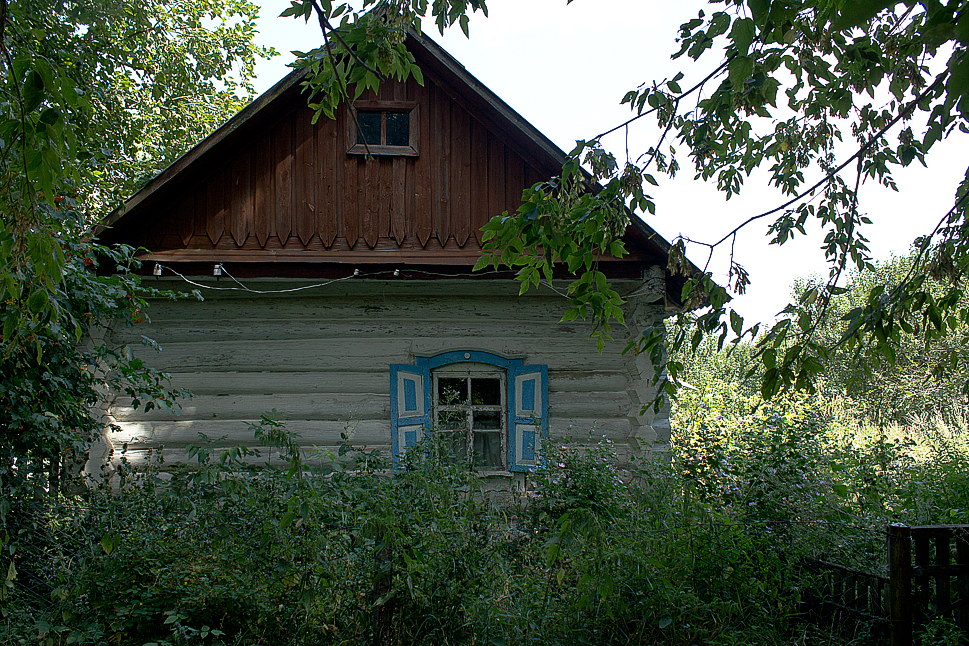